# Język edolo
Język edolo (a. etoro, etolo) – język transnowogwinejski używany w Papui-Nowej Gwinei, przez członków ludu Edolo (Etoro). Według danych z 2000 roku posługuje się nim 1670 osób.
Jego użytkownicy zamieszkują 16 wsi w prowincji Hela (dystrykt Tari) i Prowincji Zachodniej (dystrykt Nomad). Dzieli się na dwa dialekty – wschodni i zachodni. W latach 90. XX w. tok pisin nie był w powszechnym użyciu. Część osób pozostaje jednojęzyczna (2015).
Badaniem tego języka zajmował się Jan D. Gossner. Sporządzono opisy jego gramatyki (1994)  i fonologii (1998) . Jest zapisywany alfabetem łacińskim.